# De Slimste Mens ter Wereld 2016
De Slimste Mens ter Wereld 2016 was het veertiende seizoen van de Belgische televisiequiz De Slimste Mens ter Wereld, uitgezonden op de Vlaamse commerciële zender VIER. Het seizoen werd gewonnen door Gilles Van Bouwel, die in de finale won van Eva De Roo. De derde finalist was Olga Leyers. Van Bouwel volgde Tom Waes op, de winnaar van het vorige seizoen. De quiz werd gepresenteerd door Erik Van Looy.

## Kandidaten

### Alle deelnemers
De quiz werd uitgezonden van maandag tot en met donderdag en duurde tien weken, waarvan op het eind twee finaleweken (zie later). De eerste week startte men op maandag 17 oktober 2016. In de eerste aflevering van dit programma begint men met drie kandidaten, waarvan er telkens één afvalt en de volgende keer weer iemand bij komt. Dat geeft dus acht weken en een totaal van 34 kandidaten voor dit seizoen. Zie hieronder de kandidaten die dit seizoen deelnamen aan de quiz, aangevuld met hun prestaties in de 8 gewone speelweken.
| Naam                    | Deelnames | Gewonnen |
| ----------------------- | --------- | -------- |
| Meyrem Almaci           | 1         | 0        |
| Dagny Ros Asmundsdottir | 3         | 0        |
| Thomas Buffel           | 1         | 0        |
| Ihsane Chioua Lekhli    | 5         | 3        |
| Andrea Croonenberghs    | 2         | 0        |
| Axel Daeseleire         | 4         | 0        |
| Leen Dendievel          | 1         | 0        |
| Eva De Roo (O)          | 9         | 3        |
| Tomas De Soete          | 3         | 0        |
| Jonas Geirnaert         | 4         | 3        |
| Kim Gevaert             | 2         | 0        |
| Piet Goddaer            | 1         | 0        |
| Eric Goens              | 1         | 0        |
| Sam Gooris              | 1         | 0        |
| Gordon                  | 1         | 0        |
| Raoul Hedebouw          | 2         | 1        |
| Joris Hessels           | 2         | 2        |
| Josje Huisman           | 1         | 0        |
| Bieke Ilegems           | 5         | 2        |
| Katrin Kerkhofs         | 4         | 2        |
| Olga Leyers             | 11        | 7        |
| Philippe Muyters        | 1         | 0        |
| Tine Reymer             | 2         | 0        |
| Louis Talpe             | 4         | 1        |
| Bart Tommelein          | 1         | 0        |
| Gilles Van Bouwel       | 10        | 6        |
| Julie Van den Steen     | 1         | 0        |
| Chris van der Linden    | 1         | 0        |
| Jan Jaap van der Wal    | 4         | 1        |
| Ruben Van Gucht         | 1         | 0        |
| Bart Vanneste           | 1         | 0        |
| Dirk Van Tichelt        | 2         | 1        |
| Rik Verheye             | 2         | 0        |
| Kris Wauters            | 2         | 0        |

(O) = de kandidaat is ongeslagen in de voorrondes.
| Kleurlegenda                     |
| -------------------------------- |
| Geplaatst voor de finaleweken.   |
| Opgevist voor de finaleweken.    |
| Speelt verder in de finaleweken. |

### Finaleweken
In de laatste twee weken komen er geen nieuwe spelers meer bij, maar keren de beste 8 kandidaten van dit seizoen terug (de beste het laatst). Deze weken worden de finaleweken genoemd. In het geval dat een van deze beste acht in de laatste normale aflevering zit en niet afvalt, verdwijnt hij of zij toch en komen de beste negen spelers terug (in de eerste aflevering van de finaleweken komen twee spelers terug in plaats van één). Dit was dit seizoen het geval met Eva De Roo. Hierdoor keerde in de eerste aflevering van de finaleweken naast Jan Jaap van der Wal ook Louis Talpe terug.
Dit waren de deelnemers aan de finaleweken en hun prestaties:
| Terugkeer   | Naam                 | Deelnames | Gewonnen | Eindrank |
| ----------- | -------------------- | --------- | -------- | -------- |
| 8           | Olga Leyers          | 1         | 0        | Brons    |
| 7           | Gilles Van Bouwel    | 2         | 2        | Goud     |
| 6           | Eva De Roo           | 3         | 0        | Zilver   |
| 5           | Ihsane Chioua Lekhli | 2         | 1        | 5e       |
| 4           | Bieke Ilegems        | 2         | 1        | 6e       |
| 3           | Jonas Geirnaert      | 5         | 2        | 4e       |
| 2           | Katrin Kerkhofs      | 2         | 0        | 8e       |
| 1           | Jan Jaap van der Wal | 2         | 0        | 9e       |
| 1           | Louis Talpe          | 1         | 0        | 10e      |
| Speelt door | Joris Hessels        | 4         | 2        | 7e       |

## Afleveringen
| Afl         | Datum            | Winnaar aflevering   | Winnaar eindspel        | Verliezer eindspel      |
| ----------- | ---------------- | -------------------- | ----------------------- | ----------------------- |
| 1           | 17 oktober 2016  | Jonas Geirnaert      | Kim Gevaert             | Gordon                  |
| 2           | 18 oktober 2016  | Jonas Geirnaert      | Rik Verheye             | Kim Gevaert             |
| 3           | 19 oktober 2016  | Jonas Geirnaert      | Olga Leyers             | Rik Verheye             |
| 4           | 20 oktober 2016  | Olga Leyers          | Tomas De Soete          | Jonas Geirnaert         |
| 5           | 24 oktober 2016  | Olga Leyers          | Tomas De Soete          | Sam Gooris              |
| 6           | 25 oktober 2016  | Olga Leyers          | Axel Daeseleire         | Tomas De Soete          |
| 7           | 26 oktober 2016  | Olga Leyers          | Axel Daeseleire         | Leen Dendievel          |
| 8           | 27 oktober 2016  | Olga Leyers          | Axel Daeseleire         | Philippe Muyters        |
| 9           | 31 oktober 2016  | Dirk Van Tichelt     | Olga Leyers             | Axel Daeseleire         |
| 10          | 1 november 2016  | Olga Leyers          | Dagny Ros Asmundsdottir | Dirk Van Tichelt        |
| 11          | 2 november 2016  | Olga Leyers          | Dagny Ros Asmundsdottir | Piet Goddaer            |
| 12          | 3 november 2016  | Ihsane Chioua Lekhli | Olga Leyers             | Dagny Ros Asmundsdottir |
| 13          | 7 november 2016  | Ihsane Chioua Lekhli | Kris Wauters            | Olga Leyers             |
| 14          | 8 november 2016  | Ihsane Chioua Lekhli | Gilles Van Bouwel       | Kris Wauters            |
| 15          | 9 november 2016  | Gilles Van Bouwel    | Ihsane Chioua Lekhli    | Bart Vanneste           |
| 16          | 10 november 2016 | Bieke Ilegems        | Gilles Van Bouwel       | Ihsane Chioua Lekhli    |
| 17          | 14 november 2016 | Bieke Ilegems        | Gilles Van Bouwel       | Chris van der Linden    |
| 18          | 15 november 2016 | Gilles Van Bouwel    | Bieke Ilegems           | Julie Van den Steen     |
| 19          | 16 november 2016 | Gilles Van Bouwel    | Bieke Ilegems           | Bart Tommelein          |
| 20          | 17 november 2016 | Gilles Van Bouwel    | Andrea Croonenberghs    | Bieke Ilegems           |
| 21          | 21 november 2016 | Gilles Van Bouwel    | Jan Jaap van der Wal    | Andrea Croonenberghs    |
| 22          | 22 november 2016 | Gilles Van Bouwel    | Jan Jaap van der Wal    | Meyrem Almaci           |
| 23          | 23 november 2016 | Jan Jaap van der Wal | Louis Talpe             | Gilles Van Bouwel       |
| 24          | 24 november 2016 | Eva De Roo           | Louis Talpe             | Jan Jaap van der Wal    |
| 25          | 28 november 2016 | Louis Talpe          | Eva De Roo              | Ruben Van Gucht         |
| 26          | 29 november 2016 | Eva De Roo           | Tine Reymer             | Louis Talpe             |
| 27          | 30 november 2016 | Katrin Kerkhofs      | Eva De Roo              | Tine Reymer             |
| 28          | 1 december 2016  | Eva De Roo           | Katrin Kerkhofs         | Eric Goens              |
| 29          | 5 december 2016  | Katrin Kerkhofs      | Eva De Roo              | Josje Huisman           |
| 30          | 6 december 2016  | Raoul Hedebouw       | Eva De Roo              | Katrin Kerkhofs         |
| 31          | 7 december 2016  | Joris Hessels        | Eva De Roo              | Raoul Hedebouw          |
| 32          | 8 december 2016  | Joris Hessels        | Eva De Roo              | Thomas Buffel           |
| Finaleweken |                  |                      |                         |                         |
| 33          | 12 december 2016 | Joris Hessels        | Jan Jaap van der Wal    | Louis Talpe             |
| 34          | 13 december 2016 | Joris Hessels        | Katrin Kerkhofs         | Jan Jaap van der Wal    |
| 35          | 14 december 2016 | Jonas Geirnaert      | Joris Hessels           | Katrin Kerkhofs         |
| 36          | 15 december 2016 | Bieke Ilegems        | Jonas Geirnaert         | Joris Hessels           |
| 37          | 19 december 2016 | Ihsane Chioua Lekhli | Jonas Geirnaert         | Bieke Ilegems           |
| 38          | 20 december 2016 | Jonas Geirnaert      | Eva De Roo              | Ihsane Chioua Lekhli    |
| 39          | 21 december 2016 | Gilles Van Bouwel    | Eva De Roo              | Jonas Geirnaert         |
| Finale      | Finale           | Slimste Mens         | Verliezer eindspel      | Verliezer aflevering    |
| 40          | 22 december 2016 | Gilles Van Bouwel    | Eva De Roo              | Olga Leyers             |

## Jury
De jury bestaat uit twee juryleden, meestal een vast jurylid en een gastjurylid. Twee vaste juryleden is ook mogelijk.
De vaste juryleden zijn afwisselend Philippe Geubels, Jeroom, Maaike Cafmeyer, Marc-Marie Huijbregts en Herman Brusselmans.
| Jurylid               | Afleveringen                                                    |
| --------------------- | --------------------------------------------------------------- |
| Philippe Geubels      | 1, 2, 9, 13, 14, 19, 20, 23, 24, 27, 28, 31, 32, 35, 36, 39, 40 |
| Jeroom Snelders       | 1, 3, 4, 7, 8, 9, 12, 16, 19, 25, 28, 29, 36, 38, 40            |
| Maaike Cafmeyer       | 2, 10, 11, 17, 21, 23, 26, 30, 34, 37                           |
| Marc-Marie Huijbregts | 5, 6, 11, 15, 16, 21, 22, 33, 34, 39                            |
| Herman Brusselmans    | 10, 15, 17, 18, 24, 31, 35                                      |
| Gastjurylid           | Afleveringen                                                    |
| Bart Cannaerts        | 12, 26, 32, 37                                                  |
| Ruth Beeckmans        | 4, 22, 38                                                       |
| Stefaan Degand        | 6, 14, 30                                                       |
| Sven De Leijer        | 3, 29                                                           |
| Lukas Lelie           | 7, 20                                                           |
| Jandino Asporaat      | 13, 27                                                          |
| Pedro Elias           | 18, 33                                                          |
| Karen Damen           | 5                                                               |
| Tom Waes              | 8                                                               |
| Wouter Deprez         | 25                                                              |

## Bijzonderheden
- Aflevering 14 eindigde (voordat het finalespel van start ging) met een ex aequo tussen Gilles Van Bouwel en Ihsane Chioua Lekhli. Ze kregen hierop beiden een blanco vragenkaartje en een stift, waarna jurylid Stefaan Degand een schiftingsvraag stelde: hoeveel Belgen waren er op 1 januari 2016? Dit was ook een vraag in de eerste ronde van diezelfde aflevering. Chioua Lekhli zat het dichtst bij het juiste antwoord en werd Slimste Mens van die dag, Van Bouwel moest bijgevolg het finalespel spelen (dat hij won).[5]
- In aflevering 24 gebeurde bijna hetzelfde tussen Jan Jaap van der Wal en Eva De Roo. De Roo zocht naar trefwoorden bij haar filmfragment, en zei net te laat stop waardoor haar score gelijk kwam met die van Van der Wal. Van der Wals klok tikte echter nog een seconde naar beneden voor hij stop riep toen hij nog als laatste aan de beurt kwam.[6]
- In aflevering 32, de laatste aflevering van de voorronde, werd Thomas Buffel uitgeschakeld door Eva De Roo, die al lang een plek in de top acht had bemachtigd. Omdat de week daarop de finaleweken begonnen, verdween De Roo ongeslagen uit het programma, om later terug te keren. Daardoor keerden in de finaleweken niet de beste acht maar de beste negen spelers van het seizoen terug. Deze extra plaats werd ingevuld door Louis Talpe.[7]
- Een bijzondere passage was die van Joris Hessels. Hessels kwam pas helemaal op het einde van de voorronde in het spel, waardoor hij niet meer de kans had om een top acht plaats te verzilveren. Hessels moest rechtstreeks doorstoten. Hij schopte het desalniettemin ver: hij bleef nog de volledige eerste finaleweek zitten. Hij haalde zo toch nog een reeks van zes afleveringen en vier overwinningen.
- Jonas Geirnaert werd de vierde kandidaat die zijn prestatie in de voorronde (vier afleveringen en drie overwinningen) kon verbeteren in de finaleweken (vijf afleveringen en twee overwinningen).
- In de finale-aflevering speelden Olga Leyers, Gilles Van Bouwel en Eva De Roo alle drie hun twaalfde aflevering van het seizoen, nadat ze respectievelijk elf, tien en negen afleveringen hadden gespeeld in de voorronde en nadat Van Bouwel één en De Roo twee afleveringen hadden moeten afwerken in de finaleweken. Ook opmerkelijk is dat het de eerste keer was dat ze tegen elkaar uitkwamen (Van Bouwel kwam in het spel in de aflevering na het verlies van Leyers, en De Roo trad aan na de aflevering waarin Van Bouwel werd uitgeschakeld). Er waren dus maar twee afleveringen in de voorronde zonder één van de drie eindfinalisten (de eerste twee).
- In dit seizoen werd het record van Adil El Arbi van 557 seconden verbroken. Gilles Van Bouwel deed met een score van 559 seconden twee seconden beter.